# Lucio Emilio Paulo (cónsul 1)
Lucio Emilio Paulo  (c. 37 a. C.-14) fue el hijo de Paulo Emilio Lépido (cónsul sustituto en 34 y, luego, censor) y Cornelia, la hija mayor de Escribonia. Se casó con Julia la Menor, la nieta mayor del emperador Augusto.

## Familia
La madre de Paulo falleció en algún momento entre los años 20 y 15 a. C., por lo que fue criado por su padre Paulo Emilio Lépido. Después de 13 a. C., su padre se casó con Claudia Marcela la Menor, quien a su vez era una viuda con un niño pequeño.
Solo tuvo una hija con su esposa, a la que llamaron Emilia Lépida (4-3 - 53), quien fue prometida de Claudio hasta que la caída de sus padres ocasionó que su abuelo Augusto rompiera el compromiso y la casara con Marco Junio Silano Torcuato, cónsul en 19, con quien tuvo varios hijos, incluyendo a Junia Calvina, Marco Junio Silano Torcuato (cónsul en 46) y Décimo Junio Silano Torcuato (cónsul en 53).

## Carrera
El inicio de la carrera del joven Paulo nos es desconocida y único cargo conocido fue el de cónsul ordinario en el año 1 junto con su cuñado, Cayo César. También se sabe que fue miembro de los Hermanos Arvales.
Según los historiadores clásicos, su esposa Julia fue exiliada en 8 por tener una aventura con un senador. El propio Paulo fue ejecutado como conspirador en un complot para asesinar a Augusto en algún momento entre los años 1 y 14.